# Redmond (Oregon)
Redmond è una città degli Stati Uniti d'America, situata nella Contea di Deschutes, nello Stato dell'Oregon.